# Aulacorhynchus
Aulacorhyncus Gould, 1835 è un genere di uccelli della famiglia  dei Ranfastidi.

## Tassonomia
Comprende le seguenti specie:
- Aulacorhynchus wagleri (J.H.C.F.Sturm  & J.W.Sturm, 1841) - tucanetto di Wagler
- Aulacorhynchus prasinus (Gould, 1833) - tucanetto smeraldino
- Aulacorhynchus caeruleogularis Gould, 1853 - tucanetto golablu
- Aulacorhynchus albivitta (Boissonneau, 1840) - tucanetto delle Ande
- Aulacorhynchus atrogularis (J.H.C.F.Sturm  & J.W.Sturm, 1841) - tucanetto golanera
- Aulacorhynchus sulcatus (Swainson, 1820) - tucanetto beccosolcato
- Aulacorhynchus derbianus Gould, 1835 - tucanetto codacastana
- Aulacorhynchus whitelianus Salvin & Godman, 1882 - tucanetto di Whitely
- Aulacorhynchus haematopygus (Gould, 1835) - tucanetto groppacremisi
- Aulacorhynchus huallagae Carriker, 1933 - tucanetto dai sopraccigli
- Aulacorhynchus coeruleicinctis d'Orbigny, 1840 - tucanetto bandablu